# Inspektorat Graniczny nr 3
Inspektorat Graniczny nr 3 – jednostka organizacyjna Straży Granicznej pełniąca służbę ochronną na granicy polsko-niemieckiej w latach 1928–1939.

## Formowanie i zmiany organizacyjne
Rozporządzeniem Prezydenta Rzeczypospolitej Polskiej Ignacego Mościckiego z 22 marca 1928 roku, do ochrony północnej, zachodniej i południowej granicy państwa, a w szczególności do ich ochrony celnej, powoływano z dniem 2 kwietnia 1928 roku  Straż Graniczną.
Rozkazem nr 4 z 30 kwietnia 1928 roku w sprawach organizacji Mazowieckiego Inspektoratu Okręgowego naczelny inspektor Straży Celnej gen. bryg. Stefan Pasławski zatwierdził dyslokację, granice i strukturę inspektoratu granicznego nr 3 „Brodnica”.
Rozkazem Mazowieckiego Inspektora Okręgowego nr 9 z 25 lipca 1928 zorganizowano posterunek informacyjny „Jabłonowo” i „Lidzbark”. Placówki te przydzielono etatowo drużyny kierownika IG nr 3.
Rozkaz nr 9 z 18 października 1929 roku w sprawie reorganizacji Mazowieckiego Inspektoratu Okręgowego, komendant Straży Granicznej płk Jan Jur-Gorzechowskiw miejsce komisariatu „Hartowiec” powołał komisariat Straży Granicznej „Rybno”.
Rozkazem nr 1 z 31 marca 1937 roku w sprawach [...] likwidacji i tworzenia placówek, komendant Straży Granicznej płk Jan Gorzechowski zniósł posterunek wywiadowczy „Płosnica”, „Jabłonowo” i  „Plesewo”.
Rozkazem nr 2 z 8 września 1938 roku w sprawie terminologii odnośnie władz i jednostek organizacyjnych formacji, dowódca Straży Granicznej płk Jan Gorzechowski nakazał zmienić nazwę Inspektoratu Granicznego „Brodnica” na Obwód Straży Granicznej „Brodnica”.
Rozkazem nr 12 z 14 lipca 1939 roku w sprawie reorganizacji placówek II linii i posterunków wywiadowczych oraz obsady personalnej, komendant Straży Granicznej gen. bryg. Walerian Czuma zniósł placówkę II linii „Świerkocin”.
Rozkazem nr 13 z 31 lipca 1939 roku w sprawach [...] przeniesienia siedzib i zmiany przydziałów jednostek organizacyjnych, komendant Straży Granicznej gen. bryg. Walerian Czuma wydzielił komisariat „Rybno”  z Obwodu SG „Brodnica” i przydzielił go do Obwodu SG „Przasnysz”.

## Służba graniczna
Naczelny Inspektor Straży Celnej gen. bryg. Stefan Pasławski swoim rozkazem nr 1 z 12 marca 1928 roku w sprawach organizacji Mazowieckiego Inspektoratu Okręgowego określił granice inspektoratu granicznego: od wschodu: od placówki Straży Granicznej „Uzdowo” wyłącznie, od zachodu do placówki Straży Granicznej „Mały Wełcz” włącznie. Siedziba inspektoratu mieściła się przy ul. Wiejskiej 2 w budynku skarbowym. Do dyspozycji inspektorat posiadał samochód osobowy Austin i motocykl Harley Dawidson.
W 1936 roku inspektorat ochraniał granicę państwową na długości 157 kilometrów od kamienia granicznego I/89 do IV/089. Obejmował powiaty: działdowski, lubawski, grudziądzki, mławski, brodnicki, wąbrzeski, sierpecki i rypiński.
Sąsiednie inspektoraty:
- Inspektorat Graniczny „Przasnysz” ⇔ Inspektorat Graniczny „Tczew” − 1928

## Funkcjonariusze inspektoratu
Kierownicy/komendanci inspektoratu
| stopień  | imię i nazwisko    | okres pełnienia służby | kolejne stanowisko |
| -------- | ------------------ | ---------------------- | ------------------ |
| st. kom. | Bronisław Doliński | V 1928 -               |                    |
| insp.    | Leon Braziulewicz  | 1 VII 1929 – VIII 1934 | IG „Ostrów”        |
| nkom     | Wacław Sacewicz    | VIII 1934 –            |                    |

Oficerowie inspektoratu w 1936:
- kierownik inspektoratu – nkom. Wacław Sacewicz
- kwatermistrz (jednocześnie adiutant) – pkom. Franciszek Szulc
- II oficer sztabu (jednocześnie kierownik laboratorium fotograficznego) – pkom. Stanisław Gruchała

## Struktura organizacyjna
Organizacja inspektoratu w 1928:
- komenda − Brodnica
- komisariat Straży Granicznej „Hartowiec”
- komisariat Straży Granicznej „Lubawa”
- komisariat Straży Granicznej „Krotoszyny”
- komisariat Straży Granicznej „Łasin”

Organizacja inspektoratu we wrześniu 1929 i w lutym 1930:
- komenda − Brodnica
- 1/3 komisariat Straży Granicznej „Rybno”
- 2/3 komisariat Straży Granicznej „Lubawa”
- 3/3 komisariat Straży Granicznej „Krotoszyny”
- 4/3 komisariat Straży Granicznej „Łasin”
- 5/3 komisariat Straży Granicznej „Świerkocin”

Organizacja Obwodu SG „Brodnica” w 1939:
- komenda − Brodnica
- komisariat Straży Granicznej „Lubawa”
- komisariat Straży Granicznej „Krotoszyny”
- komisariat Straży Granicznej „Łasin”
- komisariat Straży Granicznej „Świerkocin”